# Patiyali
Patiyali é uma cidade e uma nagar panchayat no distrito de Etah, no estado indiano de Uttar Pradesh.

## Demografia
Segundo o censo de 2001, Patiyali tinha uma população de 12,254 habitantes. Os indivíduos do sexo masculino constituem 53% da população e os do sexo feminino 47%. Patiyali tem uma taxa de literacia de 45%, inferior à média nacional de 59.5%: a literacia no sexo masculino é de 53% e no sexo feminino é de 37%. Em Patiyali, 18% da população está abaixo dos 6 anos de idade.